# Soldiers of Odin
Les Soldiers of Odin (SOO) est une organisation de patrouille de rue opposée à l'immigration formée en octobre 2015 à Kemi en Finlande par Mika Ranta. Le groupe d'origine a été créé en réaction à l'arrivée en Finlande de milliers de demandeurs d'asile durant la crise migratoire en Europe.

## Présence en dehors de la Finlande
Les soldats d'Odin revendiquent 600 membres en Finlande. Le groupe est également présent en Belgique, Suède, Norvège, Estonie,  États-Unis, Canada, Grande-Bretagne, Allemagne, et en Irlande[réf. nécessaire].

### Au Canada
Au Canada les soldats d'Odin ont établi des groupes au Yukon, en Saskatchewan, à Toronto, à Québec, et en Colombie-Britannique. L'actuelle président provinciale au Québec est Johnny John.

## Réaction
Le Premier ministre estonien, Taavi Rõivas, a formulé une critique contre le groupe en déclarant : « En République d'Estonie la loi et l'ordre sont gardés par la police estonienne. Les gangs autoproclamés n'augmentent en aucune façon le sentiment de sécurité du peuple estonien ; c'est le contraire en fait. »

### Vidéographie
- Les soldats de la guerre des valeurs